# Зост, Якоб фон
Якоб фон Зост, он же Якоб из Зоста, или Якоб из Швефе (нем. Jakob von Soest, лат. Iacobus de Susato, или Iacobus de Sweve; 1360, Швефе — после 1438 или 1439, Зост) — немецкий хронист и теолог из Зоста (совр. округ Арнсберг, Северный Рейн-Вестфалия), монах-доминиканец и служитель инквизиции, профессор Кёльнского университета, один из реформаторов и летописцев ордена братьев-проповедников.

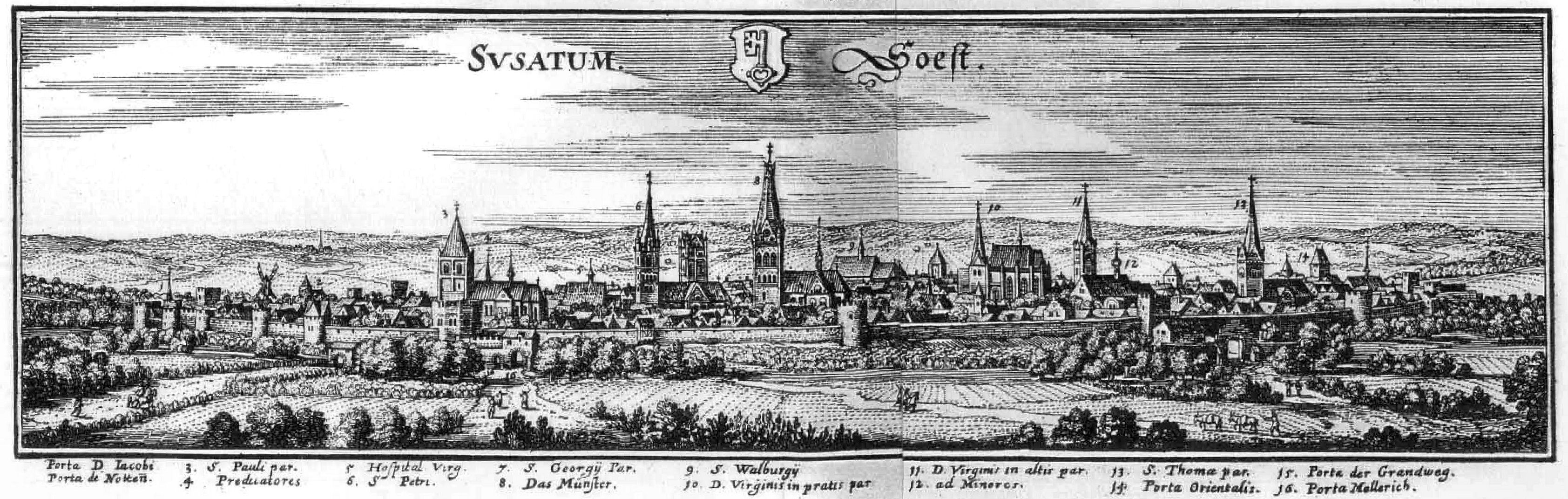
Город Зост на гравюре Маттеуса Мериана из «Топографии Вестфалии» Мартина Цайлера (1647). Слева (4) — монастырь доминиканцев

## Биография
Уроженец Швефе, близ Зоста, происходил из семьи местных министериалов. Около 1377 года вступил в орден проповедников, приняв постриг в Зостском монастыре доминиканцев, где получил начальное богословское образование. Затем учился в Миндене и в Праге в Карловом университете. В 1394 году получил в последнем степень бакалавра, а в 1399 году магистра теологии, оставшись при кафедре преподавать богословие. В 1400 году назначен был провинциальным генералом, или «генеральным проповедником» (лат. praedicator generalis) орденской провинции Саксония. Участвовал в религиозных диспутах с приверженцами гуситов, а в мае 1403 года, вместе с другими профессорами университета, подписал 45 приговоров последователям Уиклифа.
В 1405 году, подобно другим немцам-учёным, был вынужден покинуть Прагу, перебравшись в Кёльн, где служил духовником у местных архиепископов Фридрих III фон Саарвердена (1370—1414) и Дитриха II фон Мёрса (1414—1463). С 1405 года возглавлял кафедру теологии, а в 1407—1416 годах был деканом богословского факультета Кёльнского университета. С 1409 года исполнял должность инквизитора Кёльнского архидиоцеза, в ответственности его находились также епархии тогдашних Утрехта, Мюнстера, Оснабрюка, Миндена, Бремена и Падерборна. Несмотря на возбуждение двух судебных процессов против еретиков, не проявил на этом поприще особого энтузиазма, и в 1413 году, будучи обременён преподавательской работой, назначил субинквизитором монаха своего ордена Иоганна фон Людингхаузена.
Вероятно, присутствовал на XVI Вселенском соборе (1414—1418) в Констанце, созванном антипапой Иоанном XXIII для преодоления раскола в католической церкви. В 1421 году ушёл в отставку, вернувшись в следующем году в Зост, где всецело сосредоточился на литературных занятиях и реформировании доминиканских монастырей, в частности, в Дортмунде. Скончался после 1438 или 1439 года в Зосте и был похоронен в соборе Воздвижения Святого Креста местного монастыря доминиканцев, снесённом в 1820 году, спустя несколько лет после упразднения самой обители.

## Сочинения
Оставил обширное литературное наследие, насчитывающее около 50 рукописных трудов, в том числе по богословию и гомилетике, некоторые из которых можно считать энциклопедическими. В частности, посвятил принципам судебной деятельности инквизиции обстоятельный трактат «De officio Inqusitionis», в другом переложил анонимное латинское сочинение 1290 года «О привилегиях папы Мартина» (лат. De Privilege martini), содержащие привилегии, данные римским понтификом Мартином IV (1281—1285) нищенствующим орденам, составил «Трактат о Непорочном зачатии Пресвятой Девы Марии» (лат. Tractatus de veritate conceptionis Beatissime Maria Virginis), а также собственные комментарии к Евангелию от Матфея, в основу которых легли принадлежащие известному богослову IV века н. э. Иларию Пиктавийскому. Перечень его богословских трудов приведён в первом томе справочно-библиографического труда французских историков-доминиканцев Жака Кветифа и Жака Эшара «Писатели ордена проповедников» (Париж, 1719).
В ряде полемических работ и посланий обсудил последствия Великого западного раскола (1378—1417) для католической церкви и для ордена доминиканцев, наметив возможные пути к преодолению разделения папской власти.
Является автором нескольких, компилятивных по своему характеру, но фактологически довольно точных, исторических сочинений, в частности:
- «Всемирной хроники» (лат. Chronica Mundi)[10], в основу которой, помимо «Кёльнской королевской хроники» конца XII в. с продолжениями до 1314 года, легли одноимённые сочинения Германа из Райхенау (ум. 1054) и Эккехарда из Ауры (ум. 1125), а также «Хроника пап и императоров» Мартина Опавского (1278). Наибольший интерес в ней представляют сообщения о современных автору событиях, касающихся как Великой схизмы, так и борьбе церкви с гуситами и виклифистами.
- «Хроники епископов Кёльнских» (лат. Chronicon Episcoporum Coloniensium), охватывающей историю местной церкви начиная со Св. Матерна (ум. 328), жизнь которого ошибочно отнесена автором к 94 году н. э., и кончая 1420 годом, сохранившейся в автографической рукописи из городского архива Зоста (Wiss. Stadtbibl., Cod. 34, pp. 452–500) и опубликованной по ней в 1857 году в Арнсберге местным правоведом, библиографом и историком Вестфалии Иоганном Сюибертом Зайбертцем[нем.][11].
- «Краткой хроники ордена проповедников» (лат. Chronica brevis Ordinis Praedicatorum), содержащей биографии всех генералов доминиканского ордена, начиная с основания его в 1220 году, и кончая 1415 годом. Дополненная до 1427 года анонимным продолжателем, она не сохранилась в оригинале и известна лишь в передаче венецианского доминиканца Альберто де Кастелло (1455—1523), включившего её в первую часть своей собственной хроники[12].
- «Хронологии графов Марки» (лат. Chronologia comitum de Marca), историко-генеалогического сочинения о происхождении дома Ламарк, начиная с возникновения последнего в середине XII века и кончая 1390 годом, источником для которого, помимо пр., послужила «Хроника графов Марки» льежского каноника Левольда фон Нортхофа (1358). Сохранилась в той же, что и хроника епископов, авторской рукописи из Зостского городского архива (Cod. 34, pp. 275–276)[7].

## Издания
- Jacobi de Susato al. de Sweve. Chronicon Episcoporum Coloniensium, 1420. Chronologia Comitum de Marka, 1390. Hrsg. von Johann Suibert Seibertz // Quellen der Westfälischen Geschichte. — Band 1. — Arnsberg, 1857. — S. 161–220.